# Eluf Dalgaard
Eluf Dalgaard (født 26. maj 1929 i Vejle, død 11. august 2004) var en dansk cykelrytter fra Vejle.
Et af hans første større resultater var sejren i det svenske landevejs-seksdagesløb i 1952. Samme år blev han dansk mester i 4 km. individuelt forfølgelsesløb.
I 1954 vandt han det 2.051 km og 13 etaper lange fredsløb Warszawa-Berlin-Prag.
Eluf Dalgaard vandt senere DM-titlen i landevejsløb i 1954 og 1957. Han deltog også i Tour de France 1958 sammen med Hans E. Andresen (kaldet Hans E.), Kaj-Allan Olsen og Fritz Ravn, men måtte udgå efter 5. etape. Hans danske kollega Hans E. Andresen var den første dansker, der gennemførte touren.
I efteråret 1952 flyttede han fra Vejle, hvor han arbejdede som slagteriarbejder på Andelsslagteriet, til Uppsala i Sverige, hvor han blev cykelmontør hos A/B Nymann. Flytningen blev foretaget for at udvikle Dalgaards talent yderligere. Det virkede med det samme. Specielt hans spurt-evner blev forbedret, dertil satte han også dansk rekord for 50 km. på landevej og blev dansk mester i 4 km. individuelt forfølgelsesløb på bane. Ved VM som blev afholdt i Schweiz fik han endnu en 7. plads. Eluf Dalgaard blev i 1952 kåret som årets fund i dansk idræt.

## Eksterne links
- Wikimedia Commons har flere filer relateret til Eluf Dalgaard
- Vejles Eluf Dalgaard var med i Touren – fra Vejle Byhistoriske Arkiv & Stadsarkiv Arkiveret 9. maj 2022 hos  Wayback Machine
- Profil: Eluf Dalgaard – fra Vejle Cykel Klub Arkiveret 10. marts 2016 hos  Wayback Machine
- Eluf Dalgaards profil på Cykelsiderne
- Eluf Dalgaards profil på ProCyclingStats (engelsk)
- Eluf Dalgaards profil på FirstCycling

| Priser                                    | Priser                                     | Priser                                      |
| ----------------------------------------- | ------------------------------------------ | ------------------------------------------- |
| Foregående: 1951 Jens Andersen i boksning | Årets fund i dansk idræt 1952 i cykelsport | Efterfølgende: 1953 Bent Sørensen i fodbold |